# Salvatore Gristina

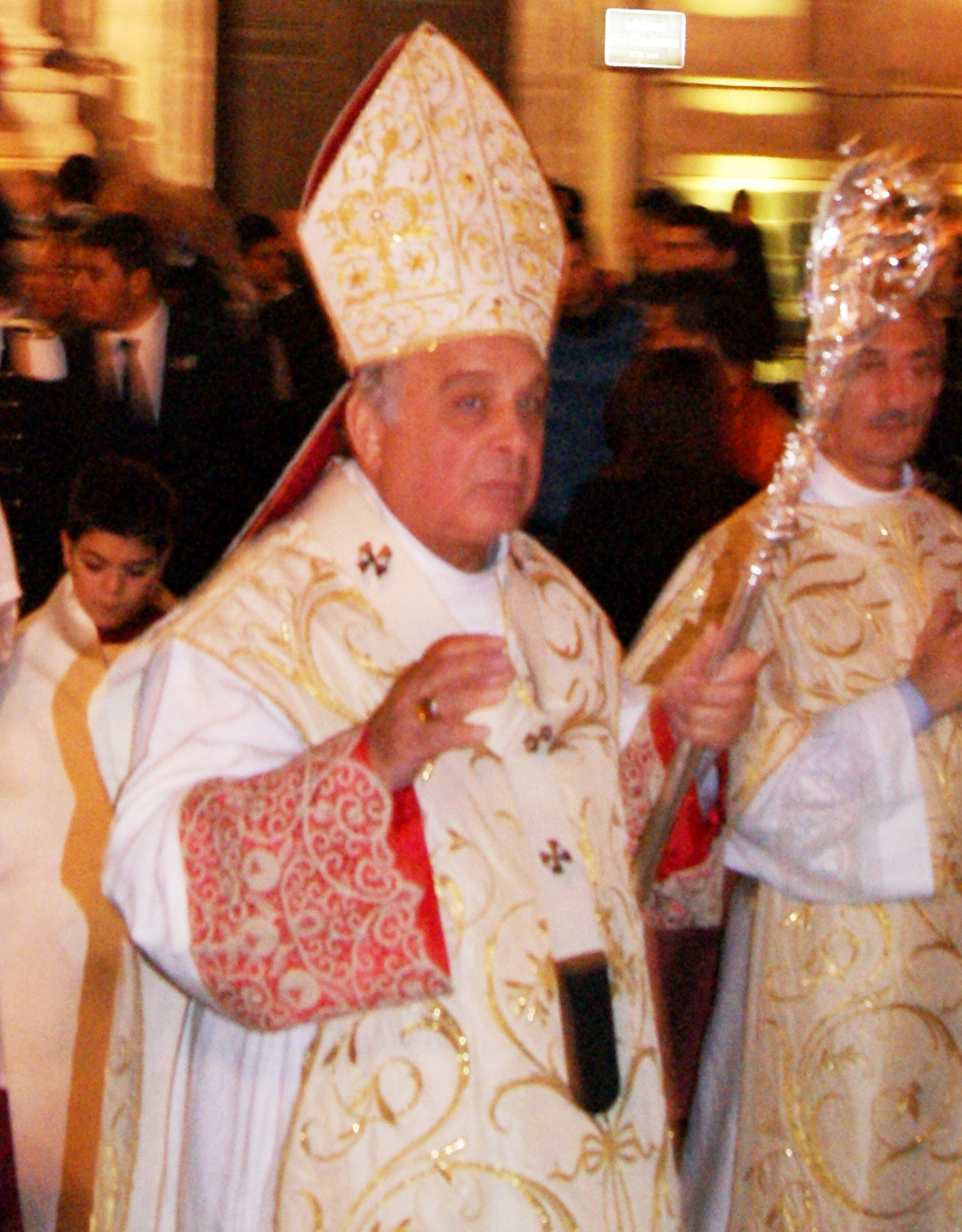
Erzbischof Salvatore Gristina (2013)

Erzbischofswappen

Salvatore Gristina (* 23. Juni 1946 in Sciara, Sizilien, Italien) ist ein italienischer Geistlicher und emeritierter römisch-katholischer Erzbischof von Catania.

## Leben
Salvatore Gristina empfing am 17. Mai 1970 die Priesterweihe für das Erzbistum Palermo.
Nach einem Studium an der Päpstlichen Diplomatenakademie ging er in den diplomatischen Dienst und war an den Vertretungen des Heiligen Stuhls in der Elfenbeinküste, in den Antillen und in Brasilien tätig. Papst Johannes Paul II. verlieh ihm am 24. Juli 1979 den Ehrentitel Kaplan Seiner Heiligkeit (Monsignore).
Am 16. Juli 1992 wurde er von Papst Johannes Paul II. zum Weihbischof in Palermo und zum Titularbischof von Musti in Numidia ernannt. Der Erzbischof von Palermo, Salvatore Kardinal Pappalardo, spendete ihm am 3. Oktober 1992 in der Kathedrale von Palermo die Bischofsweihe. Mitkonsekratoren waren der Bischof von Piazza Armerina, Vincenzo Cirrincione, und Kurienerzbischof Jean-Louis Tauran.
Am 23. Januar 1999 wurde er zum Bischof von Acireale ernannt und am 7. Juni 2002 zum Erzbischof von Catania. Am 6. August 2002 wurde er in der Kathedrale von Catania in sein Amt eingeführt.
Papst Franziskus nahm am 8. Januar 2022 seinen altersbedingten Rücktritt an.
Salvatore Gristina war stellvertretender Vorsitzender der Sizilianischen Bischofskonferenz.
Er ist Großoffizier des Ritterordens vom Heiligen Grab zu Jerusalem und Prior der Komturei von Catania.